# Меде
Меде (итал. Mede) је насеље у Италији у округу Павија, региону Ломбардија.
Према процени из 2011. у насељу је живело 6665 становника. Насеље се налази на надморској висини од 97 м.

## Становништво
Према резултатима пописа становништва 2011. у општини је живело 6.912 становника.
| 1936. | 1951. | 1961. | 1971. | 1981. | 1991. | 2001. | 2011. |
| ----- | ----- | ----- | ----- | ----- | ----- | ----- | ----- |
| 6.078 | 6.524 | 6.990 | 7.240 | 7.415 | 7.138 | 6.924 | 6.912 |